# San Pedro (Chulucanas)
Villa San Pedro es un caserío peruano ubicado en el distrito de Chulucanas, perteneciente a la provincia de Morropón del departamento de Piura, al norte del Perú. 

## Ubicación
San Pedro se ubica al norte de la provincia de Morropón, en el distrito de Chulucanas, en el departamento de Piura. Limita al este con el distrito de Santo Domingo, al oeste con el distrito de Chulucanas, al norte con el distrito de Frías y al sur con el distrito de Morropón.

## Demografía
En 2017 San Pedro tenía una población de 640 habitantes.
| Gráfica de evolución demográfica de San Pedro entre 1993 y 2017 |
|                                                                 |
| Fuentes: Población 1993 y 2017                                  |